# Hugh H. Young
Hugh Hampton Young, né le 18 septembre 1870 à San Antonio, Texas et mort le 23 août 1945 , est un chirurgien, urologue et chercheur médical américain.

## Biographie
Hugh H. Young est né à San Antonio au Texas, le 18 septembre 1870. Il est le fils du général de brigade confédéré William Hugh Young et de Frances Michie Kemper.

### Formation
Young est diplômé de l'Université de Virginie en 1891, après avoir obtenu une licence, une maîtrise et un doctorat en médecine en seulement quatre ans.

### Carrière
À partir de 1895, il commence à enseigner à l'hôpital Johns Hopkins et, en 1897, il dirige le service d'urologie de l'hôpital, à l'âge de 27 ans. L'institut urologique Brady, nommé d'après l'un des patients de Young, ouvre ses portes à l'hôpital Johns Hopkins en 1915. Young y restera pendant la majeure partie de sa vie, jusqu'en 1940.
On lui attribue la conception de l'utilisation de la prostatectomie périnéale radicale pour traiter le cancer de la prostate et il a effectué la première opération de ce type le 7 avril 1904. Il a appris la procédure du docteur George Goodfellow, qui a pratiqué l'opération pour la première fois en 1891. L'objectif initial de Goodfellow était de traiter les problèmes de vessie causés par une hypertrophie de la prostate. Goodfellow a beaucoup voyagé à travers les États-Unis pendant plusieurs années pour former d'autres médecins à l'opération, dont Young. Goodfellow a réalisé 78 opérations et seuls deux patients sont décédés.
Pendant la Première Guerre mondiale, Young est responsable de la protection contre les maladies vénériennes des soldats américains en France ; il lutte contre la prostitution à proximité des bases américaines sous le commandement du général Pershing.
En 1917, il crée le Journal of Urology et en devient le premier rédacteur en chef.
Les personnes intersexuées sont amenées à l'Institut urologique Brady pour être réassignées en tant qu'homme ou femme, et le protocole de l'Institut, créé sous la direction de Young, a eu une grande influence. Young commence par des examens externes et internes, des radiographies et une chirurgie exploratoire. Dans les années 1920 et 1930, les enfants intersexués se rendaient généralement à Brady plutôt qu'au centre pédiatrique Harriet Lane Home à Hopkins.
Parmi les contributions de Young au domaine médical figurent plusieurs inventions et découvertes, principalement liées à la chirurgie. L'une de ces innovations est l'« aiguille boomerang », un type d'aiguille chirurgicale conçu pour les incisions profondes. Il a également inventé un dispositif connu sous le nom de « Young punch », un instrument utilisé dans les procédures de prostatectomie. Lui et ses associés ont également découvert l'antiseptique merbromine, plus connu sous le nom commercial de Mercurochrome en France.
Outre son travail en médecine, Young s'intéressait personnellement au domaine naissant de l'aviation et présidait un comité chargé de planifier ce qui est aujourd'hui l'aéroport international de Baltimore-Washington, qui devait à l'époque s'appeler l'« aéroport de l'amitié ». Il était également actif dans les affaires communautaires et était connu pour être un partisan d'Albert Cabell Ritchie, un homme politique du Maryland qui s'est porté candidat à la présidence en 1932 mais a perdu la nomination au profit de Franklin Delano Roosevelt lors de la convention du parti démocrate à Chicago, où Young figurait parmi les délégués.
Young a écrit une autobiographie intitulée Hugh Young, a surgeon's autobiography en 1940 ainsi que plusieurs textes sur l'urologie.

### Mort
Young décède le 23 août 1945. Il est enterré au cimetière de Druid Ridge, à Pikesville à l'extérieur de Baltimore, dans le Maryland.

## Hommage
L'Association américaine d'urologie décerne chaque année le prix Hugh Hampton Young, nommé en son honneur. Parmi les lauréats notables, citons John K. Lattimer, pionnier de l'urologie pédiatrique et médecin enquêteur sur l'assassinat de John F. Kennedy, et Larry I. Lipshultz, fondateur de la Society for the Study of Male Reproduction (Société pour l'étude de la reproduction masculine).
La bourse Hugh Hampton Young Memorial Fellowship du Massachusetts Institute of Technology a été créée par un donateur anonyme en 1965, au profit des étudiants diplômés du MIT ; elle "recherche des personnes faisant preuve d'un large éventail de compétences, de leadership et d'initiative" et récompense "la réussite académique dans plusieurs disciplines et d'honorer les étudiants qui possèdent des forces de caractère exceptionnelles. Ces étudiants ont un potentiel exceptionnel pour avoir un impact positif sur l'humanité".